# Fortifications de Carignan
Les fortifications de Carignan sont des vestiges de fortifications situées à Carignan, en France, autour du périmètre de l'ancienne cité.

## Description

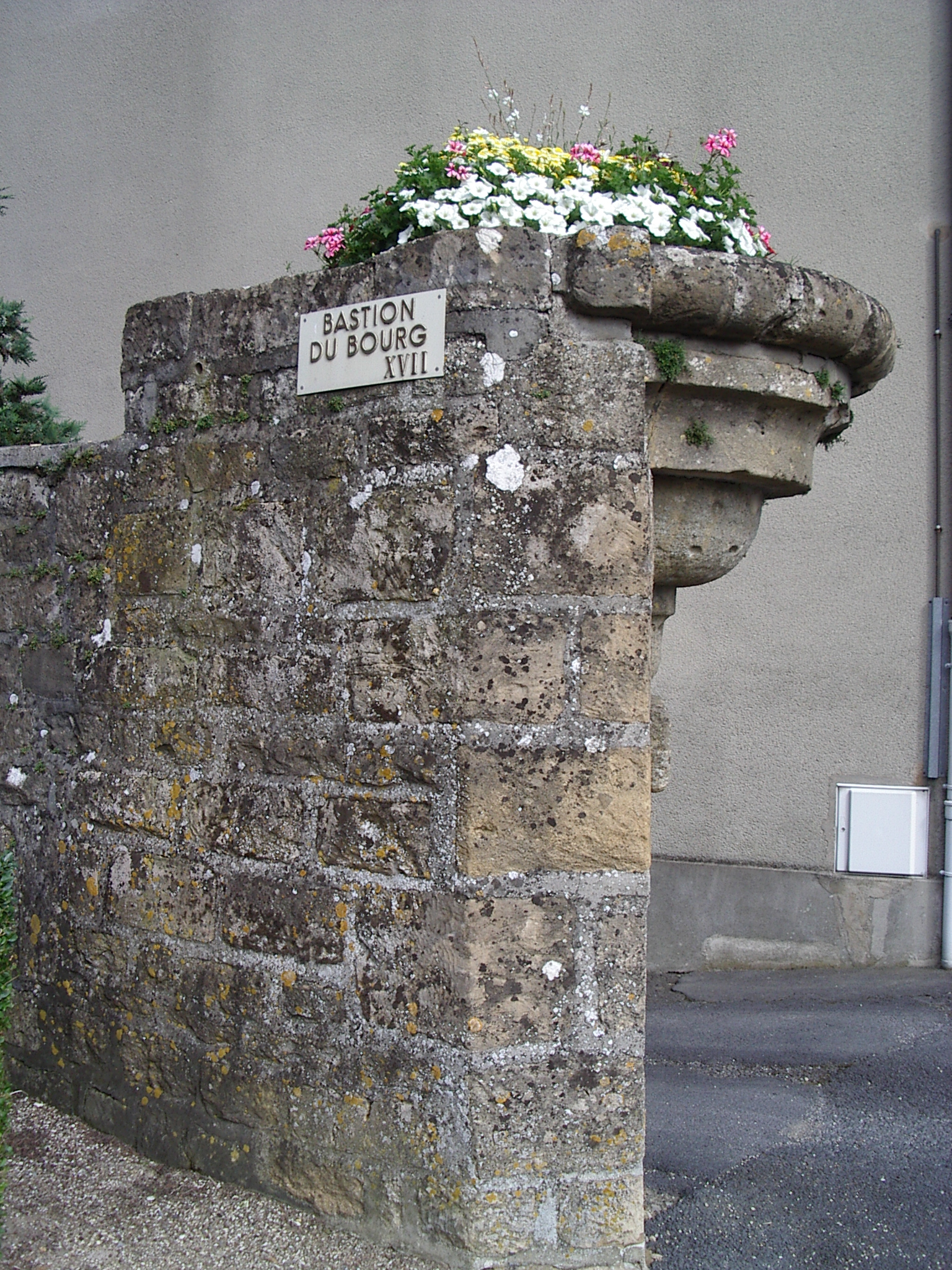
Bastion du Bourg - autre vue.

Les vestiges de ces fortifications sont constituées d'un ensemble de courtines,  bastions subsistants, de casemates et d'ancien corps de garde.
Le bastion Gouvion met en exergue le soubassement d'une échauguette, comme le bastion du Bourg, ainsi que les remparts. Le bastion de Bourgogne est le seul à avoir conservé une partie des créneaux. La porte de Bourgogne a disparu mais pas le corps de garde attenant.

## Localisation
Les fortifications sont situées sur la commune de Carignan, dans le département français des Ardennes.

## Historique
Les remparts datent de 1681. Ils comportaient initialement 10 bastions munis d'échauguettes.
L'édifice est inscrit au titre des monuments historiques en 1988 et 1994.